# 1961

## أحداث
- بداية حروب البرتغال الاستعمارية في 1961 والتي انتهت في 1974.
- صدر لـ محمد حسنين هيكل كتاب: نظرة إلى مشاكلنا الداخلية على ضوء ما يسمونه... "أزمة المثقفين" .
- انتفاضة الأكراد في شمال العراق ضد حكم عبد الكريم قاسم.
- تولي الملك الحسن الثاني زمام حكم المغرب

### يناير
- 3 يناير - افتتاح القمة الأفريقية بالدار البيضاء (المغرب) القضية الجزائرية محل نقاش.

### أبريل
- 12 أبريل - اليوم العالمي لطيران الإنسان إلى الفضاء: ذكرى طيران يوري غاغارين، أول إنسان يتمكن من الوصول إلى الفضاء الخارجي والدوارن حول الأرض، على متن مركبة الفضاء السوفيتية فوستوك 1.
- 21 أبريل - بداية محاولة الإطاحة بـالرئيس الفرنسي شارل ديجول في انقلاب الجزائر.
- 27 أبريل - استقلال سيراليون من المملكة المتحدة.

### يونيو
- 19 يونيو - الكويت تلغي معاهدة الحماية البريطانية وتستقل عن المملكة المتحدة.

### سبتمبر
- 7 سبتمبر - الكويت تصدر قانون بوضع علم جديد كرمز لاستقلالها.
- 28 سبتمبر - انقلاب عسكري في سوريا يقضي على الوحدة المصرية السورية

### نوفمبر
- 24 نوفمبر - الكويت تعلن عن علم جديد للدولة.

## مواليد
- إسماعيل فرغلي ممثل مصري
- آن كولتر
- أحمد أبو طالب
- أرنور غوديونسين
- أرونداتي روي
- أكيرا سنجو
- ألفارو ماغالهايز
- ألكساندر زافاروف
- ألكسي ميخاليتشينكو
- المصارع تشارليز رايت
- أرارا تاكانو
- إروين كومان
- إلهام علييف
- إلياس المدني
- إنزو فرانسيسكولي
- إنيا
- إياد جمال الدين
- إيان راش
- إيان غلين
- إيدي ميرفي
- إيريك ألين كورنيل
- الشاب صحراوي
- الشريف حسن بو غزيل
- الهادي العربي
- باراك أوباما
- باسكال أولميتا
- باسل الأسد
- باسمة حمادة
- بايرون سكوت
- برانكو ميليوس
- برندان آيخ
- بوني هنت
- بياتريكس مانيل
- بيتر بيردسلي
- بيتر جاكسون
- بيلي راي سايرس
- ترويلز راسمونسين
- تشافورين
- محمد النجيمي
- تشيندو
- توفيق بن بريك
- توليو ألفاريز
- توم سيزمور
- توموهيرو نيشيمورا
- تيم روث
- جاميسون برايس
- جهيد يونسي
- جورج كلوني
- جورج وسوف
- جوزيه توريه
- جوسيب كوب
- جوليا لويس دريفوس
- جون بيرن
- جون سيفبويك
- جيانكارلو كوراديني
- جيرمي نورثام
- جيمس غاندولفيني
- جينيفر كوليدج
- حبيب ولد حمديت
- حكم البابا
- حميد الشاعري
- خالد الجندي
- خالد سامي
- خواو دومينيغوس بينتو
- دانييلي مسارو
- دايف واتسون
- دورون رابينوفيتشي
- دومينيك بيجوتات
- ديانا سبينسر
- راينر إرنست
- روبرت كارليل
- روبيرتو كاباناس
- رومولوس غابور
- روني ويلان
- ريكو قسطنطينو
- ريكي هيربيرت
- زوبيزاريتا
- سبنسر نيلسين
- سالفادور غارسيا
- ستيبان ديفيريتش
- ستيف مكماهون
- سحر رامي
- سليمان خاطر
- سميرة سعيد
- سوزان بويل
- سيرجي ألينيكوف
- علام الكندري
- عايدة الأيوبي
- عبد العزيز جويدة
- عبد العزيز محمود
- عبد القادر عزة حصرية
- عبد الله الرويشد
- عبد الناصر لقاح
- عدنان حمد
- علي بابير
- علي بن عمر بادحدح
- عمرو دياب
- غسان الزواوي
- غويدو بوتشوالد
- فاسيلي راتس
- فرانكي فان در إلست
- فوريست ويتاكر
- فولفرام فوتكه
- فياتشيسلاف سوكريستوف
- فيصل الصايغ
- فيصل القاسم
- فيكتور باسولكو
- كارلوس فالديراما
- كارول غريدر
- كلود بويل
- كليف ألين
- كمال مسعودي
- كميل خوري
- كونستانتين لافرونينكو
- لارس أولسن
- لوثار ماثيوس
- لورانس ليسيج
- لورنس فيشبورن
- لوسين بوشارديو
- لويجي دي أغوستيني
- لي تومبسن
- مارك هاتيلي
- ماسمي إيتو
- مايكل جي فوكس
- محسن العواجي
- محمد العجيمي
- محمد جواد خليفة
- محمد دحلان
- محمد سعد
- محمد فؤاد
- محمود عبد الغفار
- مخلد العازمي
- مصطفى السعيد
- منى عبد الغني
- ميغ رايان
- ميغيل تينديلو
- ناجي العبد الهادي
- ناستازيا كينسكي
- ناصر القصبي
- نبيل الحيدري
- ناصف ساويرس
- نوربرت جشتراين
- نوربرت نيمان
- نوريزان بكر
- هالة صدقي
- هاني أبو أسعد
- هاني السباعي
- هيذر لوكلير
- وودي هارلسون
- ويد وليامز
- ويليام عياش
- ياسر عرمان
- يانيك ستوبيرا
- يسبر أولسن
- يوسف المطرف
- محمد بن زايد آل نهيان رئيس دولة الامارات.
- رزان نعيم المغربي
- عبد الكريم بوفرة باحث ولساني وأكاديمي مغربي.

### يناير
- 22 يناير - شيغِرو ناكاهارا ممثل أداء صوتي ياباني.

### فبراير
- 2 فبراير - توموهيرو نيشيمُرا ممثل أداء صوتي ياباني.
- 17 فبراير - أندريه كاراطائف عالم الاجتماع واقتصادي ومؤرخ روسي.

### مارس
- 16 مارس - ميتشيرو أوشيما ملحنة يابانية.

### أبريل
- 4 أبريل - ناوكو ماتسوي ممثلة أداء صوتي يابانية.
- 29 أبريل - فُميهيكو تاتشيكي ممثل أداء صوتي ياباني.

### يونيو
- 17 يونيو - كويتشي يامادرا ممثل أداء صوتي ياباني.

### أغسطس
- 6 أغسطس - تاكايوكي نيغيشي ملحن ياباني.

### سنتمبر
- 27 سبتمبر - حمادة الصاوي قاضٍ ونائب عام مصري.

### أكتوبر
- 4 أكتوبر - كازوكي تاكاهاشي رسام مانغا ياباني.

### ديسمبر
- 8 ديسمبر - حمد عبد العزيز العيسى سعودي كاتب القصة القصيرة والمقالة.
- 23 ديسمبر - عزت القمحاوي روائي مصري.
- 20 ديسمبر - صهيب بن الشيخ سياسي فرنسي من أصل جزائري.

## وفيات
- آرثر دريوري
- أحمد رفيق المهدوي
- أوتو لوفي
- إتيين دريوتون
- إرفين شرودنغر
- إرنست همنجواي
- إميلي جرين بالش
- باتريس لومومبا
- بدر الدين الحامد
- بشير يموت
- بيرسي وليمز برجمان
- بيرم التونسي
- جواد سليم
- جول بورديه
- داغ همر شولد
- زكريا أحمد
- سليم حسن
- سوزانا مادورا سالتر
- صالح بن يوسف
- طه الهاشمي
- عبد الوهاب الجيلاني
- عبد الوهاب الكرارطي
- عمر الزعني
- غاري كوبير
- جوانا كانن، روائية بريطانية.
- فردوس محمد
- كارل يونغ
- كيته ميته
- ماري منيب
- مبارك البكاي
- محسن أبو طبيخ
- محمد الخامس بن يوسف
- مصطفى المعداوي
- موريس ترافرز
- موريس ميرلو بونتي
- هنري ستيلس بريدجس
- باقر الخفاجي

### مارس
- 30 مارس - حسين البروجردي عالم دين وفقيه ومرجع شيعي إيراني.

### ديسمبر
- 2 ديسمبر - دولسي ماري بيلرز، رسامة توضيحية إنجليزية متخصصة في الرسوم الطبية.

## نال جائزة نوبل
- في الفيزياء – مناصفة بين الأمريكي روبرت هوفستاتر و الألماني ردولف موسباور.
- في الكيمياء – الأمريكي ملفين كالفن.
- في الطب – الأمريكي جورج فون بيكيسي.
- في الأدب – اليوغوسلافي إيفو أندريتش.
- في السلام – السويدي داغ همر شولد (سلمت بعد وفاته).